# Râul Sângătin
Râul Sângătin este un curs de apă, afluent al râului Secaș. 